# Laringite acuta
Con la locuzione laringite acuta si fa riferimento ad un'entità clinico-patologica caratterizzata da infiammazione a carico della mucosa della laringe.

## Epidemiologia
La laringite acuta è una delle affezioni più frequenti dell'apparato respiratorio ed è la causa di circa il 2% delle richieste di visita otorinolaringoiatriche.

## Eziologia
Le laringiti acute sono processi infiammatori acuti causati da infezioni virali date da Virus parainfluenzale (75%), Adenovirus, Virus respiratorio sinciziale umano, Virus del morbillo (Morbillivirus) e, meno frequentemente, batteriche (soprattutto il genere Streptococcus, il genere Staphylococcus ed l'Haemophilus influenzae). Sovente le laringiti acute fanno seguito a processi flogistici delle alte vie aeree (rinite, faringite) e meno frequentemente a flogosi delle basse vie respiratorie (bronchite, tracheite).
Al di là della origine microbica è possibile riscontrare laringiti acute secondarie a:
- Edema angioneurotico dovuto a processi di tipo disergico-iperergico.
- Edema da stasi.
- Insufficienza renale.
- Assunzione di preparati a base di iodio.
- Esiti di radioterapia.
- Reflusso gastroesofageo.
- Inalazione di gas o vapori tossici.

## Anatomia patologica
È possibile distinguere 4 forme di laringite acuta
- Forma catarrale caratterizzata da presenza di essudato mucoso o muco-purulento
- Forme edematose
  - Laringite acuta ipoglottica infantile
    - Forma semplice, caratterizzata da infiammazione ed edema laringeo nei bambini
    - Forma soffocante, caratterizzata da reazione edematosa esuberante con grave dispnea e stridore inspiratorio nei bambini
    - Forma soffocante complicata, caratterizzata da grave dispnea e rapida compromissione dei parametri vitali

  - Edemi laringei
    - Infiammatori, caratterizzati da edema provocato da processi infiammatori laringei o dell'estensione di un processo infiammatorio a carico delle strutture vicine.
    - Non infiammatori, caratterizzati da edema sostenuto da insufficienza renale, da ingestione di sostanze tossiche. da stasi del sistema vena giugulare-vena cava superiore, da Roentgen terapia o fa forme angioneurotiche.
- Forme suppurative
  - Laringite flemmonosa, sovente provocata da batteri piogeni in soggetti in cui il sistema immunitario non è in grado di contenere il processo infettivo. È caratterizzata dalla presenza di flemmoni fasciali cervicali che si possono estendere fino alle strutture mediastiniche
  - Laringite ascessuale, provocata da batteri piogeni con formazioni di cavità ascessuali nelle pareti laringee o faringee.
  - Pericondrite, il processo infiammatorio coinvolge il pericondrio delle strutture cartilaginee della laringe.
  - Condro-pericondrite, il processo infiammatorio coinvolte il pericondrio e le strutture cartilaginee con possibile esito deformante.
- Forme pseudo-membranose
  - Laringite difterica o crup, secondaria a difterite, con formazioni di pseudomembrana che riveste la mucosa laringea.

## Profilo clinico
Tutte le laringiti acute sono caratterizzate da disfonia che può associarsi a:
- Dispnea
- Stridori inspiratori
- Tosse secca e stizzosa
- In seguito può realizzarsi espettorazione catarrale o purulenta
- Emoftoe

La disfonia è una manifestazione caratterizzante le laringiti acute e solitamente dura meno di 14-20 giorni; è caratterizzata da parossismo mattutino, per ristagno notturno delle secrezioni mucose. In alcuni casi può manifestarsi afonia. Nel caso in cui persista per più di 3 settimane si deve sospettare la presenza di altre patologie. La laringite edematosa assume un importante significato clinico-patologico nei bambini (laringite acuta ipoglottica infantile o pseudo-crup) a causa del ridotto diametro sottoglottico; in questi casi è temibile il decorso iperacuto della malattia caratterizzo da grave dispnea e rapido peggioramento della situazione clinica. Occorre dunque prestare attenzione soprattutto nei mesi invernali e nei casi in cui sia stata accertata una virosi delle alte vie aeree o di una sovrainfezione batterica di adenoiditi, riniti o faringiti. In questi casi, a causa della lassità del corion mucoso sottoglottico nei bambini, l'edema laringeo provoca una notevole tumefazione pretracheale con un quadro clinico dominato da grave dispnea che insorge soprattutto nelle ore notturne; la febbre è solitamente superiore a 38-39 °C e la tosse è clangorosa, spesso confusa con la pertosse.
Le forme suppurative (flemmoni ed ascessi) rappresentano l'evoluzione in senso negativo delle forme infiammatorie non adeguatamente trattate. Il quadro clinico è caratterizzato da disfagia estremamente dolorosa accompagnata a dispnea, febbre e talora otalgia.
La laringite difterica è sostenuta dal Corynebacterium diphtheriae responsabile della difterite, attualmente molto rara. Il quadro clinico è caratterizzato da dispnea e da disfonia, con voce fioca o spenta.

## Laringite ipoglottica
È una patologia che colpisce più frequentemente i bambini di età compresa tra 1 e 3 anni. Si tratta di un'infezione quasi sempre di origine virale (Rhinovirus, Adenovirus, virus influenzali), che si sviluppa in uno stato di completo benessere (50% dei casi), o come complicanza di infezioni preesistenti a carico delle vie respiratorie (es: morbillo, pertosse, adenoiditi, infezione da virus influenzali e parainfluenzali). La reazione flogistica conseguente all'infezione determina un abbondante infarcimento edematoso del corion cricoideo, particolarmente lasso in condizioni fisiologiche: alla laringoscopia si osservano tipici cuscinetti laterali sottoglottici. Il decorso è acuto o iperacuto. Siccome si tratta di una patologia ipolaringea, il sintomo cardine è la dispnea, tipicamente inspiratoria, ad insorgenza notturna, continua ed ingravescente. Su questo substrato si sviluppano crisi dispnoiche parossistiche che possono evolvere verso lo stress respiratorio severo. A questi sintomi si associa la tosse, che può essere stizzosa, abbaiante e rauca, con voce bitonale e rauca, cornage e tirage.
I pazienti hanno febbre, generalmente non elevata, in assenza di compromissione dello stato generale. Una complicanza temibile è la diffusione del processo infettivo-flogistico per contiguità: si sviluppa così una laringotracheobronchite, causa di una marcata dispnea a carattere misto, condizione pericolosa per la vita.

## Profilo diagnostico
In un adeguato contesto anamnestico, la laringoscopia è un esame sufficiente a porre diagnosi di laringite acuta. La mucosa laringea appare iperemica ed edematosa, reperti particolarmente evidenti a livello delle corde vocali. È inoltre possibile riscontrare ipotonia delle corde vocali e convessità (verso l'alto) del piano vocale. Nei casi di laringite acuta ipoglottica, la tumefazione edematosa viene visualizzata al di sotto di piano glottico.

## Terapia
La terapia della laringite catarrale è sintomatica; si impiegano FANS, mucolitici e antipiretici associati a riposo vocale e astensione dal fumo di sigaretta. Il rapido miglioramento del profilo vocale può essere ottenuto mediante l'assunzione di corticosteroidi attraverso aerosol o per somministrazione orale. Nei bambini con forme edematose ipoglottiche soffocanti la terapia consiste in alte dosi di corticosteroidi (azione antiedemigena) per via endovenosa; in caso di quadro complicato o di resistenza alla terapia corticosteroidea si rende necessaria l'intubazione endotracheale o la tracheotomia. Le forme flemmoniche ed ascessuali gravi devono essere trattate associando una terapia antibiotica basata su penicilline ad ampio spettro o cefalosporine.